# 23676 Tomitayoshihiro
23676 Tomitayoshihiro è un asteroide della fascia principale. Scoperto nel 1997, presenta un'orbita caratterizzata da un semiasse maggiore pari a 2,424807 UA e da un'eccentricità di 0,173151, inclinata di 3,620274° rispetto all'eclittica. Ha un periodo di rotazione di 5,01 ore. 